# Fort San Juan de Ulúa

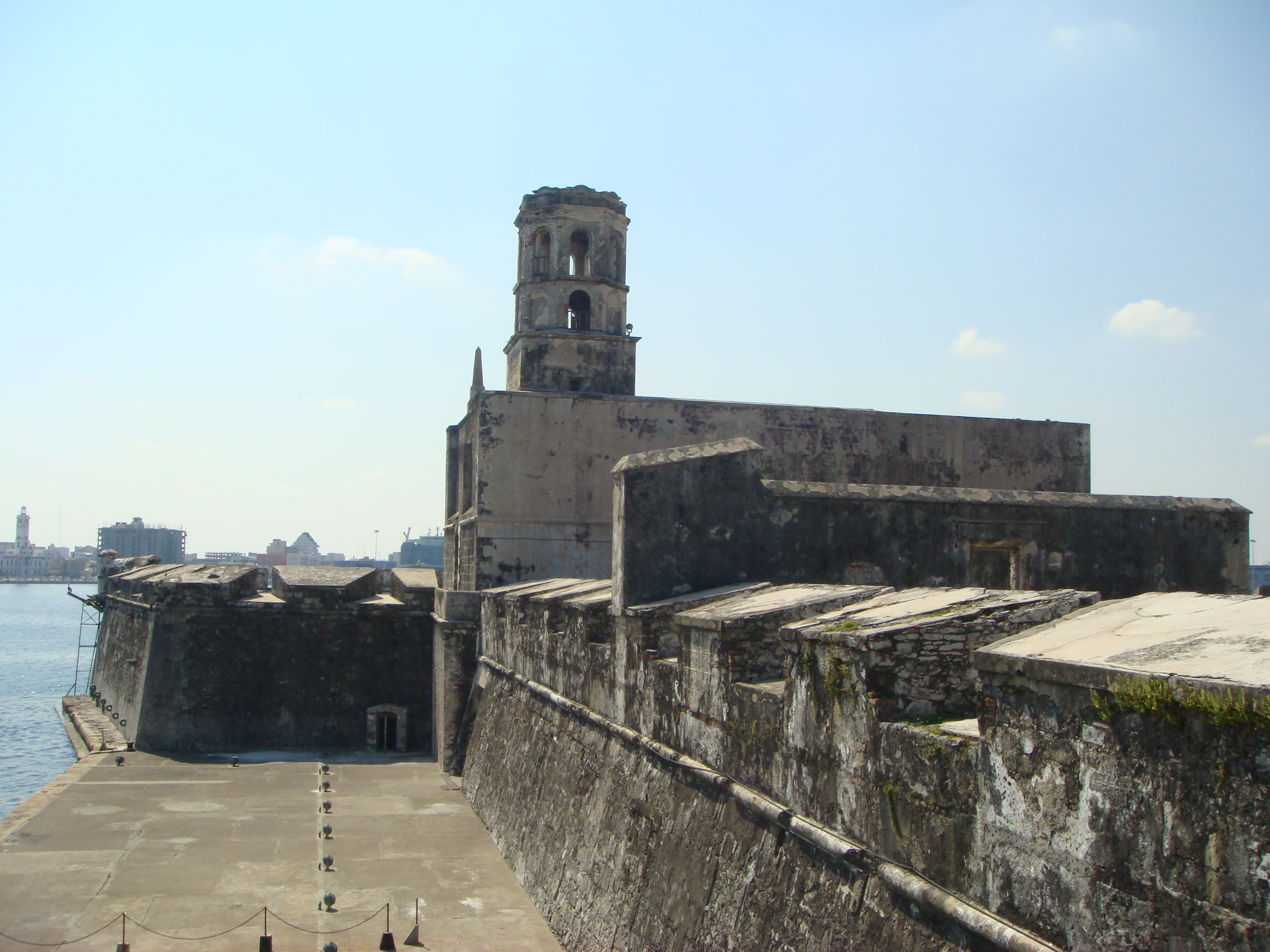
San Juan de Ulúa i Veracruz hamn.

San Juan de Ulúa är en fästning, belägen vid inloppet till hamnstaden Veracruz i Mexiko. Fästningen anlades 1565 av den spanska kolonialmakten, och kom att byggas om ett flertal gånger under seklernas lopp. Det ursprungliga syftet med fästningen var att skydda staden från piratanfall, men anläggningen har tidvis även använts som fängelse, främst för politiska fångar.